# Contea di Greene (Iowa)
La contea di Greene (in inglese Greene County) è una contea dello Stato dell'Iowa, negli Stati Uniti. La popolazione al censimento del 2000 era di 10 366 abitanti. Il capoluogo di contea è Jefferson.
La Contea è stata creata il 15 gennaio del 1851 ed è diventata autonoma nel 1854.